# Liste des monuments historiques de Dijon
Ce tableau présente la liste de tous les monuments historiques classés ou inscrits dans la ville de Dijon, Côte-d'Or, en France. Avec 213 monuments classés ou inscrits, Dijon est la neuvième ville française comptant le plus de monuments historiques, après Paris, Bordeaux, La Rochelle, Nancy, Lyon, Rouen, Arras et Strasbourg.

## Liste
| Monument | Adresse                                                                   | Coordonnées                      | Notice         | Protection            | Date                | Illustration                                                                            |
| --- | ------------------------------------------------------------------------- | -------------------------------- | -------------- | --------------------- | ------------------- | --------------------------------------------------------------------------------------- |
| Abbaye Saint-Bénigne                                                                                              | Place Saint-Bénigne                                                       | 47° 19′ 19″ nord, 5° 02′ 06″ est | « PA00112249 » | Classé Inscrit Classé | 1939 1979 2014      | Abbaye Saint-Bénigne                                                                    |
| Bastion de Guise                                                                                                  | rue de l'Hôpital                                                          | 47° 18′ 58″ nord, 5° 01′ 54″ est | « PA00112250 » | Inscrit               | 1944                | Bastion de Guise                                                                        |
| Cathédrale Saint-Bénigne                                                                                          |                                                                           | 47° 19′ 17″ nord, 5° 02′ 04″ est | « PA00112253 » | Classé                | 1846 1862           | Cathédrale Saint-Bénigne                                                                |
| Cellier de Clairvaux                                                                                              | Ruelle du Suzon                                                           | 47° 19′ 32″ nord, 5° 02′ 27″ est | « PA00112248 » | Classé                | 1915 1917 1921      | Cellier de Clairvaux                                                                    |
| Cellier de Morimont                                                                                               | Cour Magdeleine Place Émile-Zola                                          | 47° 19′ 32″ nord, 5° 02′ 27″ est | « PA00112254 » | Inscrit               | 1947                | Cellier de Morimont                                                                     |
| Chapelle des Carmélites                                                                                           | Rue Victor-Dumay                                                          | 47° 19′ 09″ nord, 5° 02′ 21″ est | « PA00112255 » | Classé                | 1910                | Chapelle des Carmélites                                                                 |
| Chapelle de la Maladière                                                                                          | 12 Avenue Aristide-Briand                                                 | 47° 19′ 55″ nord, 5° 03′ 03″ est | « PA00112256 » | Inscrit               | 1947                | Chapelle de la Maladière                                                                |
| Chartreuse de Champmol                                                                                            |                                                                           | 47° 19′ 18″ nord, 5° 01′ 02″ est | « PA00112257 » | Classé Inscrit Classé | 1840 1902 1994 1996 | Chartreuse de Champmol                                                                  |
| Château |                                                                           | 47° 19′ 26″ nord, 5° 02′ 10″ est | « PA00112259 » | Inscrit               | 1941                | Château                                                                                 |
| Château de Montmusard                                                                                             | 18 rue de Montmuzard                                                      | 47° 19′ 29″ nord, 5° 03′ 33″ est | « PA00112258 » | Inscrit               | 1929                | Château de Montmusard                                                                   |
| Cinéma Eldorado                                                                                                   | 21 rue Alfred-de-Musset                                                   | 47° 18′ 52″ nord, 5° 02′ 56″ est | « PA00112260 » | Inscrit               | 1986                | Cinéma Eldorado                                                                         |
| Collège des Godrans                                                                                               | 3, 5 rue de l'École-de-Droit 27, 29 rue du Petit-Potet                    | 47° 19′ 09″ nord, 5° 02′ 35″ est | « PA00112261 » | Inscrit Classé        | 1925 1927 1972 1990 | Collège des Godrans                                                                     |
| Couvent des Carmes de Dijon                                                                                       | 4 au 20 rue Crébillon                                                     | 47° 19′ 07″ nord, 5° 02′ 04″ est | « PA00112262 » | Inscrit               | 1986                | Couvent des Carmes de Dijon                                                             |
| Couvent des Cordeliers                                                                                            | Rue Turgot                                                                | 47° 19′ 05″ nord, 5° 02′ 25″ est | « PA00112263 » | Inscrit               | 1946                | Couvent des Cordeliers                                                                  |
| Couvent de la Visitation                                                                                          | 22 rue d'Assas                                                            | 47° 19′ 28″ nord, 5° 02′ 37″ est | « PA00112264 » | Inscrit               | 1986                | Couvent de la Visitation                                                                |
| Crèmerie | 26 rue Monge                                                              | 47° 19′ 10″ nord, 5° 02′ 07″ est | « PA21000031 » | Inscrit               | 2005                | Crèmerie                                                                                |
| Croix Mâchefer | 68 rue de Longvic                                                         | 47° 18′ 35″ nord, 5° 02′ 53″ est | « PA00112265 » | Classé                | 1925                | Croix Mâchefer                                                                          |
| Esplanade Erasme : Quatre sculptures : Tente ; Anti Robot ; Divionis Mechanica Fossilia ; Hommage à Jacques Monod | esplanade Erasme; 16 avenue Alain Savary; rue Edgar Faure                 | 47° 18′ 46″ nord, 5° 04′ 20″ est | « PA21000099 » | Inscrit               | 2020                | Image manquante Téléverser                                                              |
| Jardin Darcy | Place Darcy                                                               | 47° 19′ 27″ nord, 5° 01′ 56″ est | « PA21000075 » | inscrit               | 2015                | Jardin Darcy                                                                            |
| École Saint-François-de-Sales                                                                                     | 5 rue du Lycée                                                            | 47° 19′ 22″ nord, 5° 02′ 48″ est | « PA00112266 » | Inscrit               | 1975                | École Saint-François-de-Sales                                                           |
| Église Notre-Dame                                                                                                 | Place Notre-Dame                                                          | 47° 19′ 22″ nord, 5° 02′ 30″ est | « PA00112267 » | Classé Inscrit Classé | 1840 2002 2013      | Église Notre-Dame                                                                       |
| Église du Sacré-Cœur de Dijon                                                                                     |                                                                           | 47° 20′ 08″ nord, 5° 03′ 10″ est | « PA21000071 » | Inscrit               | 2012                | Église du Sacré-Cœur de Dijon                                                           |
| Église Sainte-Bernadette                                                                                          | 4 avenue des Grésilles                                                    | 47° 19′ 53″ nord, 5° 03′ 56″ est | « PA21000042 » | Classé                | 2011                | Église Sainte-Bernadette                                                                |
| Église Saint-Étienne                                                                                              | Rue Chabot-Charny Rue Vaillant                                            | 47° 19′ 15″ nord, 5° 02′ 39″ est | « PA00112268 » | Classé                | 1862                | Église Saint-Étienne                                                                    |
| Église Saint-Jean                                                                                                 | Place Bossuet Rue Danton                                                  | 47° 19′ 13″ nord, 5° 02′ 10″ est | « PA00112269 » | Classé                | 1862                | Église Saint-Jean                                                                       |
| Église Saint-Michel                                                                                               | Place Saint-Michel                                                        | 47° 19′ 15″ nord, 5° 02′ 43″ est | « PA00112270 » | Classé                | 1840                | Église Saint-Michel                                                                     |
| Église Saint-Philibert                                                                                            | Place Saint-Bénigne                                                       | 47° 19′ 15″ nord, 5° 02′ 06″ est | « PA00112271 » | Classé                | 1862                | Église Saint-Philibert                                                                  |
| Faculté des sciences de Dijon                                                                                     | 32 rue Recteur-Marcel-Bouchard                                            | 47° 18′ 48″ nord, 5° 04′ 23″ est | « PA21000072 » | Inscrit               | 2012                | Faculté des sciences de Dijon                                                           |
| Fort de la Motte-Giron                                                                                            | Chemin du fort de la Motte-Giron                                          | 47° 18′ 54″ nord, 4° 59′ 09″ est | « PA21000034 » | Inscrit               | 2006                | Fort de la Motte-Giron                                                                  |
| Garage Alizon | 1-3 rue Jacques Cellerier                                                 | 47° 19′ 33″ nord, 5° 01′ 57″ est | « PA21000062 » | Inscrit               | 2012                | Garage Alizon                                                                           |
| Grand hôtel Berbisey                                                                                              | 25 rue Berbisey 22, 24 rue Sainte-Anne                                    | 47° 19′ 07″ nord, 5° 02′ 13″ est | « PA00112281 » | Inscrit               | 1978                | Grand hôtel Berbisey                                                                    |
| Grand hôtel la Cloche Hôtel Vertigo                                                                               | Rue de la Première-Armée-Française Rue Devosge                            | 47° 19′ 27″ nord, 5° 02′ 01″ est | « PA00112291 » | Inscrit               | 1975                | Grand hôtel la ClocheHôtel Vertigo                                                      |
| Grand Théâtre de Dijon                                                                                            | Place de la Sainte-Chapelle                                               | 47° 19′ 17″ nord, 5° 02′ 35″ est | « PA00112435 » | Inscrit               | 1975                | Grand Théâtre de Dijon                                                                  |
| Halles du marché                                                                                                  | Rue Claude-Ramey Rue Quentin Rue Bannelier Rue Odebert                    | 47° 19′ 25″ nord, 5° 02′ 23″ est | « PA00112274 » | Inscrit               | 1975                | Halles du marché                                                                        |
| Hôpital général de Dijon                                                                                          | Rue de l'Hôpital                                                          | 47° 19′ 01″ nord, 5° 01′ 48″ est | « PA00112275 » | Classé Inscrit        | 1908 1930 1937 2007 | Hôpital général de Dijon                                                                |
| Hospice Sainte-Anne musée d'art sacré, musée de la vie bourguignonne Perrin de Puycousin                          | Rue Sainte-Anne                                                           | 47° 19′ 04″ nord, 5° 02′ 15″ est | « PA00112276 » | Inscrit Classé        | 1926 1945           | Hospice Sainte-Annemusée d'art sacré, musée de la vie bourguignonne Perrin de Puycousin |
| Hôtel | 24 rue du Chaignot                                                        | 47° 19′ 03″ nord, 5° 02′ 13″ est | « PA00112334 » | Inscrit               | 1971                | Hôtel                                                                                   |
| Hôtel Gonthier d'Auvillars                                                                                        | 11 rue Pasteur                                                            | 47° 19′ 05″ nord, 5° 02′ 30″ est | « PA00112335 » | Inscrit               | 1929                | Hôtel Gonthier d'Auvillars                                                              |
| Hôtel | 22 rue de la Préfecture                                                   | 47° 19′ 25″ nord, 5° 02′ 30″ est | « PA00112336 » | Inscrit               | 1978                | Hôtel                                                                                   |
| Hôtel | 5ter rue Vaillant                                                         | 47° 19′ 17″ nord, 5° 02′ 39″ est | « PA00112337 » | Inscrit               | 1928                | Hôtel                                                                                   |
| Hôtel de l'Académie                                                                                               | 51 rue Monge                                                              | 47° 19′ 07″ nord, 5° 02′ 01″ est | « PA00112331 » | Classé                | 1994                | Hôtel de l'Académie                                                                     |
| Hôtel Aubriot | 40 rue des Forges                                                         | 47° 19′ 20″ nord, 5° 02′ 24″ est | « PA21000053 » | Classé                | 2011                | Hôtel Aubriot                                                                           |
| Hôtel des Barres                                                                                                  | 43, 45, 47 rue Chabot-Charny                                              | 47° 19′ 11″ nord, 5° 02′ 37″ est | « PA00112277 » | Inscrit               | 1971                | Hôtel des Barres                                                                        |
| Hôtel Bénigne Le Compasseur                                                                                       | 66 rue Vannerie                                                           | 47° 19′ 21″ nord, 5° 02′ 43″ est | « PA00112421 » | Classé                | 1910                | Hôtel Bénigne Le Compasseur                                                             |
| Hôtel Bénigne Malyon                                                                                              | 1 rue Chaudronnerie Angle de la rue Verrerie                              | 47° 19′ 23″ nord, 5° 02′ 36″ est | « PA00112414 » | Classé                | 1943                | Hôtel Bénigne Malyon                                                                    |
| Hôtel de Berbis                                                                                                   | 16 place des Ducs                                                         | 47° 19′ 19″ nord, 5° 02′ 34″ est | « PA00112279 » | Classé                | 1956                | Hôtel de Berbis                                                                         |
| Hôtel Berbis de Longecourt                                                                                        | 45 rue Jeannin                                                            | 47° 19′ 19″ nord, 5° 02′ 46″ est | « PA00112280 » | Inscrit               | 1928 2016           | Hôtel Berbis de Longecourt                                                              |
| Hôtel Bouchu de Lessart                                                                                           | no 1 et no 3, rue Monge                                                   | 47° 19′ 11″ nord, 5° 02′ 10″ est | « PA00112295 » | Inscrit               | 1928                | Hôtel Bouchu de Lessart                                                                 |
| Hôtel Bouhier de Lantenay                                                                                         | 49 rue de la Préfecture Rue de Soissons                                   | 47° 19′ 28″ nord, 5° 02′ 32″ est | « PA00112282 » | Inscrit Classé        | 1925 1937           | Hôtel Bouhier de Lantenay                                                               |
| Hôtel de Bretagne                                                                                                 | 29 rue Amiral-Roussin                                                     | 47° 19′ 11″ nord, 5° 02′ 24″ est | « PA00112410 » | Inscrit               | 1928                | Hôtel de Bretagne                                                                       |
| Hôtel de Bretagne-Blancey                                                                                         | 6, 8 rue Berbisey                                                         | 47° 19′ 11″ nord, 5° 02′ 19″ est | « PA00112284 » | Inscrit               | 1978                | Hôtel de Bretagne-Blancey                                                               |
| Hôtel Brûlart | 27 place Bossuet                                                          | 47° 19′ 12″ nord, 5° 02′ 11″ est | « PA00112286 » | Classé                | 1980                | Hôtel Brûlart                                                                           |
| Hôtel Buffon | 24 rue Buffon                                                             | 47° 19′ 09″ nord, 5° 02′ 40″ est | « PA00112287 » | Inscrit               | 1967                | Hôtel Buffon                                                                            |
| Hôtel Burteur | 68 rue de la Liberté                                                      | 47° 19′ 19″ nord, 5° 02′ 19″ est | « PA00112288 » | Inscrit               | 2024                | Hôtel Burteur                                                                           |
| Hôtel Chambellan                                                                                                  | 34, 36 rue des Forges                                                     | 47° 19′ 20″ nord, 5° 02′ 26″ est | « PA00112289 » | Classé                | 1913 1917           | Hôtel Chambellan                                                                        |
| Hôtel de Chamblanc                                                                                                | 33 rue Jeannin                                                            | 47° 19′ 19″ nord, 5° 02′ 45″ est | « PA00112290 » | Inscrit               | 1944                | Hôtel de Chamblanc                                                                      |
| Hôtel Chartraire de Montigny et hôtel du Commandant militaire                                                     | 39, 41 rue Vannerie                                                       | 47° 19′ 25″ nord, 5° 02′ 45″ est | « PA00112285 » | Classé                | 1995                | Hôtel Chartraire de Montigny et hôtel du Commandant militaire                           |
| Hôtel Coeurderoy                                                                                                  | 35 rue Vannerie                                                           | 47° 19′ 27″ nord, 5° 02′ 45″ est | « PA00112292 » | Inscrit               | 1950                | Hôtel Coeurderoy                                                                        |
| Hôtel de la Croix-de-Fer                                                                                          | 3 rue Verrerie                                                            | 47° 19′ 21″ nord, 5° 02′ 34″ est | « PA00112293 » | Inscrit               | 1950                | Hôtel de la Croix-de-Fer                                                                |
| Hôtel Esmonin de Dampierre                                                                                        | 40 rue de la Préfecture                                                   | 47° 19′ 27″ nord, 5° 02′ 32″ est | « PA00112294 » | Inscrit               | 1928                | Hôtel Esmonin de Dampierre                                                              |
| Hôtel Févret de Saint-Mesmin                                                                                      | 4 place Bossuet                                                           | 47° 19′ 15″ nord, 5° 02′ 13″ est | « PA00112296 » | Inscrit               | 1928                | Hôtel Févret de Saint-Mesmin                                                            |
| Hotel Frantin | 62 rue Chabot-Charny                                                      | 47° 19′ 05″ nord, 5° 02′ 36″ est | « PA00112297 » | Inscrit               | 1937                | Hotel Frantin                                                                           |
| Hôtel Fyot-de-Mimeure                                                                                             | 23 rue Amiral-Roussin                                                     | 47° 19′ 11″ nord, 5° 02′ 25″ est | « PA00112298 » | Inscrit               | 1925                | Hôtel Fyot-de-Mimeure                                                                   |
| Hôtel Gauthier | 40, 42 rue Charrue                                                        | 47° 19′ 09″ nord, 5° 02′ 24″ est | « PA00112299 » | Inscrit               | 1971                | Hôtel Gauthier                                                                          |
| Hôtel de Gissey                                                                                                   | 17 rue Piron                                                              | 47° 19′ 14″ nord, 5° 02′ 18″ est | « PA00112300 » | Inscrit               | 1964                | Hôtel de Gissey                                                                         |
| Hôtel Godran | 61 rue des Godrans                                                        | 47° 19′ 22″ nord, 5° 02′ 18″ est | « PA00112301 » | Inscrit               | 1941 1947           | Hôtel Godran                                                                            |
| Hôtel Grasset | 29 rue Buffon                                                             | 47° 19′ 08″ nord, 5° 02′ 39″ est | « PA00112302 » | Classé                | 1980                | Hôtel Grasset                                                                           |
| Hôtel des Griffons                                                                                                | 4 rue Chaudronnerie                                                       | 47° 19′ 23″ nord, 5° 02′ 35″ est | « PA00112303 » | Inscrit               | 1926                | Hôtel des Griffons                                                                      |
| Hôtel Gruère | 33 rue Chabot-Charny                                                      | 47° 19′ 13″ nord, 5° 02′ 35″ est | « PA00112304 » | Inscrit               | 1950                | Hôtel Gruère                                                                            |
| Hôtel Jacqueron                                                                                                   | 11 place François-Rude                                                    | 47° 19′ 21″ nord, 5° 02′ 20″ est | « PA00112305 » | Inscrit               | 1927                | Hôtel Jacqueron                                                                         |
| Ancien hôtel de Rochefort ou hôtel Morel-Sauvegrain                                                               | 52-54-56 rue des Forges                                                   | 47° 19′ 20″ nord, 5° 02′ 23″ est | « PA00112323 » | Classé                | 1916 1998           | Ancien hôtel de Rochefort ou hôtel Morel-Sauvegrain                                     |
| Hôtel de Laloge                                                                                                   | 17 place Saint-Michel                                                     | 47° 19′ 18″ nord, 5° 02′ 45″ est | « PA00112306 » | Classé Inscrit        | 1979                | Hôtel de Laloge                                                                         |
| Hôtel de Langres                                                                                                  | 10 place de la Libération                                                 | 47° 19′ 16″ nord, 5° 02′ 27″ est | « PA00112355 » | Inscrit Classé        | 1925 1937           | Hôtel de Langres                                                                        |
| Hôtel Lantin | 4 rue des Bons-Enfants                                                    | 47° 19′ 15″ nord, 5° 02′ 32″ est | « PA00112307 » | Classé                | 1939                | Hôtel Lantin                                                                            |
| Hôtel Lebault | 43 rue des Godrans                                                        | 47° 19′ 24″ nord, 5° 02′ 19″ est | « PA00112308 » | Inscrit               | 1970                | Hôtel Lebault                                                                           |
| Hôtel Legouz de la Berchère                                                                                       | 21 rue Berbisey                                                           | 47° 19′ 08″ nord, 5° 02′ 14″ est | « PA00112411 » | Inscrit               | 1929                | Hôtel Legouz de la Berchère                                                             |
| Hôtel Legouz de Gerland                                                                                           | 21 rue Vauban                                                             | 47° 19′ 12″ nord, 5° 02′ 25″ est | « PA00112309 » | Inscrit               | 1925                | Hôtel Legouz de Gerland                                                                 |
| Hôtel Lemullier de Bressey                                                                                        | 18 rue Chabot-Charny                                                      | 47° 19′ 14″ nord, 5° 02′ 35″ est | « PA00112310 » | Classé                | 1971                | Hôtel Lemullier de Bressey                                                              |
| Hôtel de Lux | 6, 8 place Bossuet                                                        | 47° 19′ 15″ nord, 5° 02′ 13″ est | « PA00112311 » | Inscrit               | 1972                | Hôtel de Lux                                                                            |
| Hôtel Maleteste                                                                                                   | 7 rue Hernoux                                                             | 47° 19′ 10″ nord, 5° 02′ 27″ est | « PA00112345 » | Classé Inscrit        | 1928 2011           | Hôtel Maleteste                                                                         |
| Hôtel de la Mare                                                                                                  | 7 rue Berbisey                                                            | 47° 19′ 09″ nord, 5° 02′ 16″ est | « PA00112312 » | Inscrit               | 1947                | Hôtel de la Mare                                                                        |
| Hôtel de Migieu                                                                                                   | 19, 21 place Bossuet                                                      | 47° 19′ 13″ nord, 5° 02′ 12″ est | « PA00112313 » | Inscrit               | 1928 1971           | Hôtel de Migieu                                                                         |
| Hôtel Millière | 2 rue Bossuet Angle de la rue de la Liberté                               | 47° 19′ 19″ nord, 5° 02′ 16″ est | « PA00112340 » | Classé                | 1923                | Hôtel Millière                                                                          |
| Hôtel Montillet                                                                                                   | 3 rue Buffon                                                              | 47° 19′ 14″ nord, 5° 02′ 43″ est | « PA00112314 » | Inscrit               | 1928                | Hôtel Montillet                                                                         |
| Hôtel Muteau | 1 rue Legouz-Gerland                                                      | 47° 19′ 12″ nord, 5° 02′ 36″ est | « PA00112751 » | Inscrit               | 1990                | Hôtel Muteau                                                                            |
| Hôtel Nicolas Rolin                                                                                               | 8 rue Jeannin                                                             | 47° 19′ 20″ nord, 5° 02′ 37″ est | « PA00112315 » | Inscrit Classé        | 1947                | Hôtel Nicolas Rolin                                                                     |
| Hôtel de Noident                                                                                                  | 32 rue Vannerie                                                           | 47° 19′ 27″ nord, 5° 02′ 45″ est | « PA00112316 » | Inscrit               | 1947                | Hôtel de Noident                                                                        |
| Hôtel Patarin | 11 rue Charrue                                                            | 47° 19′ 10″ nord, 5° 02′ 23″ est | « PA00112317 » | Inscrit               | 1972                | Hôtel Patarin                                                                           |
| Hôtel Perreney de Baleure                                                                                         | 23 place Bossuet                                                          | 47° 19′ 13″ nord, 5° 02′ 12″ est | « PA00112318 » | Inscrit               | 1950                | Hôtel Perreney de Baleure                                                               |
| Hôtel Petit de Ruffey                                                                                             | 23 rue Berbisey                                                           | 47° 19′ 08″ nord, 5° 02′ 14″ est | « PA00112319 » | Inscrit               | 1979                | Hôtel Petit de Ruffey                                                                   |
| Hôtel des Postes                                                                                                  | place Grangier                                                            | 47° 19′ 25″ nord, 5° 02′ 13″ est | « PA21000073 » | Inscrit               | 2013                | Hôtel des Postes                                                                        |
| Hôtel Pouffier | 18 rue d'Assas                                                            | 47° 19′ 27″ nord, 5° 02′ 38″ est | « PA00112320 » | Inscrit               | 1959                | Hôtel Pouffier                                                                          |
| Hôtel de Pourlans                                                                                                 | 51 à 59 rue Jean-Jacques-Rousseau                                         | 47° 19′ 28″ nord, 5° 02′ 41″ est | « PA00112321 » | Inscrit               | 1943                | Hôtel de Pourlans                                                                       |
| Hôtel Bouhier de Savigny                                                                                          | 12 rue Vauban                                                             | 47° 19′ 14″ nord, 5° 02′ 27″ est | « PA00112322 » | Inscrit               | 1928                | Hôtel Bouhier de Savigny                                                                |
| Hôtel Rigoley de Chevigny                                                                                         | 12 place des Cordeliers                                                   | 47° 19′ 08″ nord, 5° 02′ 25″ est | « PA00112431 » | Inscrit               | 1928 2001           | Hôtel Rigoley de Chevigny                                                               |
| Hôtel de Ruffey                                                                                                   | 33 rue Berbisey                                                           | 47° 19′ 06″ nord, 5° 02′ 10″ est | « PA00112324 » | Inscrit               | 1944                | Hôtel de Ruffey                                                                         |
| Hôtel Saint-Père                                                                                                  | 34 rue des Godrans                                                        | 47° 19′ 27″ nord, 5° 02′ 20″ est | « PA00112325 » | Inscrit               | 1942 1943           | Hôtel Saint-Père                                                                        |
| Hôtel de Saint-Seine                                                                                              | 29 rue Verrerie                                                           | 47° 19′ 25″ nord, 5° 02′ 34″ est | « PA21000059 » | Inscrit               | 2011                | Hôtel de Saint-Seine                                                                    |
| Hôtel de Samerey                                                                                                  | 19 rue du Petit-Potet                                                     | 47° 19′ 08″ nord, 5° 02′ 29″ est | « PA00112326 » | Inscrit               | 1946                | Hôtel de Samerey                                                                        |
| Hôtel de Sassenay                                                                                                 | 3 rue Berbisey                                                            | 47° 19′ 11″ nord, 5° 02′ 18″ est | « PA00112327 » | Inscrit               | 1928 1947           | Hôtel de Sassenay                                                                       |
| Hôtel de Saulx | 15 rue Vannerie                                                           | 47° 19′ 29″ nord, 5° 02′ 45″ est | « PA00112328 » | Inscrit               | 1947                | Hôtel de Saulx                                                                          |
| Hôtel de Talmay                                                                                                   | 3 rue Vauban                                                              | 47° 19′ 15″ nord, 5° 02′ 28″ est | « PA00112278 » | Inscrit Classé        | 1937 1947           | Hôtel de Talmay                                                                         |
| Hôtel de Thianges                                                                                                 | 15 rue Charrue                                                            | 47° 19′ 09″ nord, 5° 02′ 25″ est | « PA00112329 » | Inscrit               | 1972                | Hôtel de Thianges                                                                       |
| Hôtel Thomas Berbisey                                                                                             | 19 rue Berbisey                                                           | 47° 19′ 09″ nord, 5° 02′ 14″ est | « PA00112330 » | Inscrit Classé        | 1928 1946           | Hôtel Thomas Berbisey                                                                   |
| Hôtel de Vienne                                                                                                   | 32 rue Chabot-Charny                                                      | 47° 19′ 10″ nord, 5° 02′ 35″ est | « PA00112332 » | Inscrit               | 1928                | Hôtel de Vienne                                                                         |
| Hôtel de Vogüé | 8 rue de la Chouette                                                      | 47° 19′ 22″ nord, 5° 02′ 32″ est | « PA00112333 » | Classé                | 1911                | Hôtel de Vogüé                                                                          |
| Immeuble | 26 rue de la Chouette Rue de la Préfecture Angle de la place Notre-Dame   | 47° 19′ 22″ nord, 5° 02′ 28″ est | « PA00112339 » | Inscrit               | 1943                | Immeuble                                                                                |
| Immeuble | 29 rue Berbisey                                                           | 47° 19′ 07″ nord, 5° 02′ 12″ est | « PA00132835 » | Inscrit               | 1994                | Immeuble                                                                                |
| Immeuble | 14 rue Chaudronnerie                                                      | 47° 19′ 23″ nord, 5° 02′ 37″ est | « PA00112341 » | Inscrit               | 1970                | Immeuble                                                                                |
| Immeuble | 27 rue Crébillon                                                          | 47° 19′ 06″ nord, 5° 02′ 08″ est | « PA00112342 » | Inscrit               | 1938                | Immeuble                                                                                |
| Immeuble | 5 place Notre-Dame                                                        | 47° 19′ 21″ nord, 5° 02′ 28″ est | « PA00112343 » | Inscrit               | 1943                | Immeuble                                                                                |
| Immeuble | 7 place Notre-Dame                                                        | 47° 19′ 21″ nord, 5° 02′ 28″ est | « PA00112344 » | Inscrit               | 1943                | Immeuble                                                                                |
| Immeuble | 1 place de la Libération                                                  | 47° 19′ 16″ nord, 5° 02′ 31″ est | « PA00112346 » | Inscrit Classé        | 1925 1937           | Immeuble                                                                                |
| Immeuble | 2 place de la Libération                                                  | 47° 19′ 17″ nord, 5° 02′ 27″ est | « PA00112347 » | Inscrit Classé        | 1925 1937           | Immeuble                                                                                |
| Immeuble | 3 place de la Libération                                                  | 47° 19′ 16″ nord, 5° 02′ 31″ est | « PA00112348 » | Inscrit Classé        | 1925 1937           | Immeuble                                                                                |
| Immeuble | 4 place de la Libération                                                  | 47° 19′ 17″ nord, 5° 02′ 27″ est | « PA00112349 » | Inscrit Classé        | 1925 1937           | Immeuble                                                                                |
| Immeuble | 5 place de la Libération                                                  | 47° 19′ 16″ nord, 5° 02′ 31″ est | « PA00112350 » | Inscrit Classé        | 1925 1937           | Immeuble                                                                                |
| Immeuble | 6 place de la Libération                                                  | 47° 19′ 17″ nord, 5° 02′ 27″ est | « PA00112351 » | Inscrit Classé        | 1925 1937           | Immeuble                                                                                |
| Immeuble | 7 place de la Libération                                                  | 47° 19′ 16″ nord, 5° 02′ 30″ est | « PA00112352 » | Inscrit Classé        | 1925 1937           | Immeuble                                                                                |
| Immeuble | 8 place de la Libération                                                  | 47° 19′ 16″ nord, 5° 02′ 27″ est | « PA00112353 » | Inscrit Classé        | 1925 1937           | Immeuble                                                                                |
| Immeuble | 9 place de la Libération                                                  | 47° 19′ 15″ nord, 5° 02′ 30″ est | « PA00112354 » | Inscrit Classé        | 1925 1937           | Immeuble                                                                                |
| Immeuble | 11 place de la Libération                                                 | 47° 19′ 15″ nord, 5° 02′ 30″ est | « PA00112356 » | Inscrit Classé        | 1925 1937           | Immeuble                                                                                |
| Immeuble | 12 place de la Libération                                                 | 47° 19′ 16″ nord, 5° 02′ 27″ est | « PA00112357 » | Inscrit Classé        | 1925 1937           | Immeuble                                                                                |
| Immeuble | 13 place de la Libération                                                 | 47° 19′ 15″ nord, 5° 02′ 29″ est | « PA00112358 » | Inscrit Classé        | 1925 1937           | Immeuble                                                                                |
| Immeuble | 14 place de la Libération                                                 | 47° 19′ 16″ nord, 5° 02′ 28″ est | « PA00112359 » | Inscrit Classé        | 1925 1937           | Immeuble                                                                                |
| Immeuble | 15 place de la Libération                                                 | 47° 19′ 15″ nord, 5° 02′ 29″ est | « PA00112360 » | Inscrit Classé        | 1925 1937           | Immeuble                                                                                |
| Immeuble | 16 place de la Libération                                                 | 47° 19′ 16″ nord, 5° 02′ 28″ est | « PA00112361 » | Inscrit Classé        | 1925 1937           | Immeuble                                                                                |
| Immeuble | 18 place de la Libération                                                 | 47° 19′ 16″ nord, 5° 02′ 28″ est | « PA00112362 » | Inscrit Classé        | 1925 1937           | Immeuble                                                                                |
| Immeuble | 20 place de la Libération                                                 | 47° 19′ 15″ nord, 5° 02′ 28″ est | « PA00112363 » | Inscrit Classé        | 1925 1937           | Immeuble                                                                                |
| Immeuble | 22 place de la Libération                                                 | 47° 19′ 15″ nord, 5° 02′ 28″ est | « PA00112364 » | Inscrit Classé        | 1925 1937           | Immeuble                                                                                |
| Immeuble | 70 rue de la Liberté Angle de la rue Dauphine                             | 47° 19′ 19″ nord, 5° 02′ 20″ est | « PA00112365 » | Inscrit               | 1937                | Immeuble                                                                                |
| Immeuble | 72 rue de la Liberté                                                      | 47° 19′ 19″ nord, 5° 02′ 20″ est | « PA00112366 » | Inscrit               | 1937                | Immeuble                                                                                |
| Immeuble | 74 rue de la Liberté                                                      | 47° 19′ 19″ nord, 5° 02′ 21″ est | « PA00112367 » | Inscrit               | 1937                | Immeuble                                                                                |
| Immeuble | 75 rue de la Liberté Angle de la place François-Rude                      | 47° 19′ 19″ nord, 5° 02′ 20″ est | « PA00112368 » | Inscrit               | 1937                | Immeuble                                                                                |
| Immeuble | 76 rue de la Liberté                                                      | 47° 19′ 18″ nord, 5° 02′ 21″ est | « PA00112369 » | Inscrit               | 1937                | Immeuble                                                                                |
| Immeuble | 77 rue de la Liberté                                                      | 47° 19′ 19″ nord, 5° 02′ 21″ est | « PA00112370 » | Inscrit               | 1937                | Immeuble                                                                                |
| Immeuble | 78 rue de la Liberté                                                      | 47° 19′ 18″ nord, 5° 02′ 22″ est | « PA00112371 » | Inscrit               | 1937                | Immeuble                                                                                |
| Immeuble | 79 rue de la Liberté                                                      | 47° 19′ 19″ nord, 5° 02′ 21″ est | « PA00112372 » | Inscrit               | 1937                | Immeuble                                                                                |
| Immeuble | 80 rue de la Liberté                                                      | 47° 19′ 18″ nord, 5° 02′ 22″ est | « PA00112373 » | Inscrit               | 1937                | Immeuble                                                                                |
| Immeuble | 80bis rue de la Liberté                                                   | 47° 19′ 18″ nord, 5° 02′ 23″ est | « PA00112374 » | Inscrit               | 1937                | Immeuble                                                                                |
| Immeuble | 80ter rue de la Liberté                                                   | 47° 19′ 18″ nord, 5° 02′ 23″ est | « PA00112375 » | Inscrit               | 1937                | Immeuble                                                                                |
| Immeuble | 81 rue de la Liberté                                                      | 47° 19′ 19″ nord, 5° 02′ 22″ est | « PA00112376 » | Inscrit               | 1937                | Immeuble                                                                                |
| Immeuble | 81bis rue de la Liberté                                                   | 47° 19′ 19″ nord, 5° 02′ 23″ est | « PA00112377 » | Inscrit               | 1937                | Immeuble                                                                                |
| Immeuble | 82 rue de la Liberté                                                      | 47° 19′ 18″ nord, 5° 02′ 24″ est | « PA00112378 » | Inscrit               | 1937                | Immeuble                                                                                |
| Immeuble | 83 rue de la Liberté                                                      | 47° 19′ 19″ nord, 5° 02′ 23″ est | « PA00112379 » | Inscrit               | 1937                | Immeuble                                                                                |
| Immeuble | 84 rue de la Liberté                                                      | 47° 19′ 18″ nord, 5° 02′ 24″ est | « PA00112380 » | Inscrit               | 1937                | Immeuble                                                                                |
| Immeuble | 85 rue de la Liberté                                                      | 47° 19′ 18″ nord, 5° 02′ 24″ est | « PA00112381 » | Inscrit               | 1937                | Immeuble                                                                                |
| Immeuble | 86 rue de la Liberté                                                      | 47° 19′ 18″ nord, 5° 02′ 25″ est | « PA00112382 » | Inscrit               | 1937                | Immeuble                                                                                |
| Immeuble | 87 rue de la Liberté                                                      | 47° 19′ 18″ nord, 5° 02′ 24″ est | « PA00112383 » | Inscrit               | 1937                | Immeuble                                                                                |
| Immeuble | 87bis rue de la Liberté                                                   | 47° 19′ 18″ nord, 5° 02′ 25″ est | « PA00112384 » | Inscrit               | 1937                | Immeuble                                                                                |
| Immeuble | 88 rue de la Liberté                                                      | 47° 19′ 18″ nord, 5° 02′ 25″ est | « PA00112385 » | Inscrit               | 1937                | Immeuble                                                                                |
| Immeuble | 90 rue de la Liberté                                                      | 47° 19′ 18″ nord, 5° 02′ 25″ est | « PA00112386 » | Inscrit               | 1937                | Immeuble                                                                                |
| Immeuble | 92 rue de la Liberté                                                      | 47° 19′ 18″ nord, 5° 02′ 26″ est | « PA00112387 » | Inscrit               | 1937                | Immeuble                                                                                |
| Immeuble | 94 rue de la Liberté                                                      | 47° 19′ 18″ nord, 5° 02′ 26″ est | « PA00112388 » | Inscrit               | 1937                | Immeuble                                                                                |
| Immeuble | 96 rue de la Liberté Place de la Libération                               | 47° 19′ 17″ nord, 5° 02′ 26″ est | « PA00112389 » | Inscrit               | 1937                | Immeuble                                                                                |
| Immeuble | 2, 2bis rue du Lycée                                                      | 47° 19′ 22″ nord, 5° 02′ 46″ est | « PA00112390 » | Classé                | 1984                | Immeuble                                                                                |
| Immeuble | 1 rue Musette                                                             | 47° 19′ 22″ nord, 5° 02′ 27″ est | « PA00112391 » | Inscrit               | 1943                | Immeuble                                                                                |
| Immeuble | 2 rue Musette Angle de la place Notre-Dame                                | 47° 19′ 22″ nord, 5° 02′ 28″ est | « PA00112392 » | Inscrit               | 1943                | Immeuble                                                                                |
| Immeuble | 4 rue Porte-aux-Lions                                                     | 47° 19′ 19″ nord, 5° 02′ 25″ est | « PA00112393 » | Inscrit               | 1943                | Immeuble                                                                                |
| Immeuble | 6 rue Porte-aux-Lions                                                     | 47° 19′ 19″ nord, 5° 02′ 25″ est | « PA00112394 » | Inscrit               | 1943                | Immeuble                                                                                |
| Immeuble | 8 rue Porte-aux-Lions                                                     | 47° 19′ 19″ nord, 5° 02′ 25″ est | « PA00112395 » | Inscrit               | 1943                | Immeuble                                                                                |
| Immeuble | 2 rue de la Préfecture                                                    | 47° 19′ 23″ nord, 5° 02′ 28″ est | « PA00112396 » | Inscrit               | 1943                | Immeuble                                                                                |
| Immeuble | 4 rue de la Préfecture                                                    | 47° 19′ 23″ nord, 5° 02′ 28″ est | « PA00112397 » | Inscrit               | 1943                | Immeuble                                                                                |
| Immeuble | 6 rue de la Préfecture                                                    | 47° 19′ 23″ nord, 5° 02′ 28″ est | « PA00112398 » | Inscrit               | 1943                | Immeuble                                                                                |
| Immeuble | 8 rue de la Préfecture                                                    | 47° 19′ 23″ nord, 5° 02′ 28″ est | « PA00112399 » | Inscrit               | 1943                | Immeuble                                                                                |
| Immeuble | 3 rue Proud'hon                                                           | 47° 19′ 25″ nord, 5° 02′ 43″ est | « PA00112765 » | Inscrit               | 1991                | Immeuble                                                                                |
| Immeuble | 2 rue Rameau                                                              | 47° 19′ 17″ nord, 5° 02′ 32″ est | « PA00112400 » | Inscrit               | 1937                | Immeuble                                                                                |
| Immeuble | 21 rue Verrerie                                                           | 47° 19′ 23″ nord, 5° 02′ 34″ est | « PA00112401 » | Classé                | 1944                | Immeuble                                                                                |
| Immeuble | 11 rue Vieux-Collège                                                      | 47° 19′ 13″ nord, 5° 02′ 45″ est | « PA00112402 » | Inscrit               | 1944                | Immeuble                                                                                |
| Immeuble Art nouveau                                                                                              | Place Grangier Rue du Château Rue du Temple                               | 47° 19′ 25″ nord, 5° 02′ 15″ est | « PA00112338 » | Inscrit               | 1975                | Immeuble Art nouveau                                                                    |
| Ancien jeu de paume de l’hôtel des Barres                                                                         | 8 ue Legouz-Gerland                                                       | 47° 19′ 10″ nord, 5° 02′ 36″ est | « PA21000110 » | Inscrit               | 2023                | Image manquante Téléverser                                                              |
| Kiosque à musique                                                                                                 | Place du Président-Wilson                                                 | 47° 18′ 58″ nord, 5° 02′ 34″ est | « PA00112403 » | Inscrit               | 1982                | Kiosque à musique                                                                       |
| Lycée Carnot | 16 boulevard Thiers                                                       | 47° 19′ 25″ nord, 5° 02′ 57″ est | « PA21000058 » | Inscrit               | 2010                | Lycée Carnot                                                                            |
| Lycée technique du Castel                                                                                         | Rue Charles-Dumont                                                        | 47° 18′ 38″ nord, 5° 02′ 11″ est | « PA00112252 » | Inscrit               | 1971                | Lycée technique du Castel                                                               |
| Maison | 4 rue Buffon                                                              | 47° 19′ 15″ nord, 5° 02′ 44″ est | « PA00112413 » | Inscrit               | 1928                | Maison                                                                                  |
| Maison | 3 rue Chaudronnerie                                                       | 47° 19′ 23″ nord, 5° 02′ 37″ est | « PA00112415 » | Inscrit               | 1947                | Maison                                                                                  |
| Maison | 8 impasse Gagnereaux                                                      | 47° 19′ 46″ nord, 5° 02′ 24″ est | « PA21000028 » | Inscrit               | 2002                | Maison                                                                                  |
| Maison | 7 rue de la Manutention Rue des Facultés                                  | 47° 19′ 04″ nord, 5° 02′ 00″ est | « PA00112418 » | Inscrit               | 1925 1950           | Maison                                                                                  |
| Maison | 10 rue Monge                                                              | 47° 19′ 11″ nord, 5° 02′ 11″ est | « PA00112419 » | Inscrit               | 1929                | Maison                                                                                  |
| Maison | 4, 6 rue Stéphen-Liégeard                                                 | 47° 19′ 19″ nord, 5° 02′ 24″ est | « PA00112420 » | Inscrit               | 1983                | Maison                                                                                  |
| Maison | 1 rue Verrerie                                                            | 47° 19′ 21″ nord, 5° 02′ 34″ est | « PA00112422 » | Inscrit               | 1950                | Maison                                                                                  |
| Maison | 22 rue Verrerie Rue Chaudronnerie                                         | 47° 19′ 23″ nord, 5° 02′ 35″ est | « PA00112423 » | Inscrit               | 1950                | Maison                                                                                  |
| Maison | 23 rue Verrerie                                                           | 47° 19′ 23″ nord, 5° 02′ 35″ est | « PA00112424 » | Classé                | 1943                | Maison                                                                                  |
| Maison | 25 rue Verrerie                                                           | 47° 19′ 23″ nord, 5° 02′ 35″ est | « PA00112425 » | Classé Inscrit        | 1946 1947           | Maison                                                                                  |
| Maison des Argentières                                                                                            | 10 rue des Argentières                                                    | 47° 19′ 00″ nord, 5° 03′ 22″ est | « PA21000015 » | Inscrit               | 1998                | Maison des Argentières                                                                  |
| Maison des Cariatides                                                                                             | 28 rue Chaudronnerie                                                      | 47° 19′ 23″ nord, 5° 02′ 38″ est | « PA00112406 » | Classé                | 1911                | Maison des Cariatides                                                                   |
| Maison Constantin                                                                                                 | 26 rue Charles-le-Téméraire                                               | 47° 19′ 56″ nord, 5° 01′ 36″ est | « PA21000093 » | Inscrit               | 2018                | Image manquante Téléverser                                                              |
| Maison Creusot | 62 rue de Longvic                                                         | 47° 18′ 38″ nord, 5° 02′ 51″ est | « PA00112404 » | Inscrit               | 1975                | Maison Creusot                                                                          |
| Maison Dubret | 8 rue du Bourg                                                            | 47° 19′ 18″ nord, 5° 02′ 23″ est | « PA00112412 » | Classé                | 1889                | Maison Dubret                                                                           |
| Maison Millière                                                                                                   | 10 rue de la Chouette                                                     | 47° 19′ 22″ nord, 5° 02′ 31″ est | « PA00112407 » | Classé                | 1943                | Maison Millière                                                                         |
| Maison Milsand | 38 rue des Forges                                                         | 47° 19′ 20″ nord, 5° 02′ 25″ est | « PA00112408 » | Classé                | 1889                | Maison Milsand                                                                          |
| Maison à pans de bois                                                                                             | 35, 37, 39 rue Jeannin                                                    | 47° 19′ 19″ nord, 5° 02′ 45″ est | « PA00112417 » | Classé                | 1943                | Maison à pans de bois                                                                   |
| Maison Le Petit Cîteaux                                                                                           | 40 rue Condorcet                                                          | 47° 19′ 09″ nord, 5° 01′ 59″ est | « PA00112409 » | Inscrit               | 1950                | Maison Le Petit Cîteaux                                                                 |
| Maison aux Trois Pignons                                                                                          | 5 rue Chaudronnerie                                                       | 47° 19′ 23″ nord, 5° 02′ 37″ est | « PA00112416 » | Inscrit               | 1928                | Maison aux Trois Pignons                                                                |
| Maison aux Trois Visages                                                                                          | 54, 56 rue de la Liberté 1 rue Bossuet                                    | 47° 19′ 19″ nord, 5° 02′ 17″ est | « PA00112405 » | Classé                | 1971                | Maison aux Trois Visages                                                                |
| Monument de la Victoire et du Souvenir                                                                            | Rond-point Edmond-Michelet                                                | 47° 18′ 31″ nord, 5° 02′ 46″ est | « PA21000082 » | Classé                | 2020                | Monument de la Victoire et du Souvenir                                                  |
| Monument aux morts de la caserne Vaillant                                                                         | Caserne Vaillant                                                          | 47° 19′ 46″ nord, 5° 02′ 42″ est | « PA21000083 » | Inscrit               | 2016                | Image manquante Téléverser                                                              |
| Muséum d'histoire naturelle                                                                                       | Avenue Albert-Ier Jardin de l'Arquebuse                                   | 47° 19′ 19″ nord, 5° 01′ 44″ est | « PA00112251 » | Classé                | 1964                | Muséum d'histoire naturelle                                                             |
| Obélisque | Place du Premier-Mai                                                      | 47° 18′ 54″ nord, 5° 01′ 42″ est | « PA00112426 » | Inscrit               | 1964                | Obélisque                                                                               |
| Palais abbatial Saint-Bénigne                                                                                     | 3 rue Michelet                                                            | 47° 19′ 17″ nord, 5° 02′ 08″ est | « PA00112272 » | Classé                | 1924 1996           | Palais abbatial Saint-Bénigne                                                           |
| Palais de justice                                                                                                 | 8 rue du Palais                                                           | 47° 19′ 13″ nord, 5° 02′ 31″ est | « PA00112428 » | Classé                | 1926                | Palais de justice                                                                       |
| Palais des ducs de Bourgogne                                                                                      | Place de la Libération Rue Porte-aux-Lions Rue des Forges Square des Ducs | 47° 19′ 18″ nord, 5° 02′ 29″ est | « PA00112427 » | Classé                | 1926                | Palais des ducs de Bourgogne                                                            |
| Parc de la Colombière                                                                                             |                                                                           | 47° 18′ 00″ nord, 5° 02′ 48″ est | « PA00112429 » | Classé Inscrit Classé | 1925 1946           | Parc de la Colombière                                                                   |
| Pavillons d'angle                                                                                                 | Rue de la Liberté Rue Rameau                                              | 47° 19′ 17″ nord, 5° 02′ 32″ est | « PA00112430 » | Classé                | 1937                | Pavillons d'angle                                                                       |
| Petit hôtel Berbisey                                                                                              | 27 rue Berbisey                                                           | 47° 19′ 06″ nord, 5° 02′ 12″ est | « PA00112273 » | Inscrit               | 1970 1997           | Petit hôtel Berbisey                                                                    |
| Petit hôtel Bouhier                                                                                               | 19 rue Vauban                                                             | 47° 19′ 14″ nord, 5° 02′ 26″ est | « PA00112283 » | Inscrit               | 1970                | Petit hôtel Bouhier                                                                     |
| Porte de l'ancien évêché                                                                                          | 27 rue Chabot-Charny                                                      | 47° 19′ 14″ nord, 5° 02′ 35″ est | « PA00112432 » | Inscrit               | 1937                | Porte de l'ancien évêché                                                                |
| Porte Guillaume                                                                                                   | Place Darcy                                                               | 47° 19′ 24″ nord, 5° 02′ 05″ est | « PA00112433 » | Classé                | 1938                | Porte Guillaume                                                                         |
| Porte Saint-Pierre                                                                                                | Rue Chabot-Charny Rue de Tivoli                                           | 47° 19′ 02″ nord, 5° 02′ 36″ est | « PA00112434 » | Inscrit               | 1944                | Porte Saint-Pierre                                                                      |
| Poudrière | 147 rue d'Auxonne                                                         | 47° 18′ 35″ nord, 5° 03′ 17″ est | « PA00132965 » | Inscrit               | 1994                | Poudrière                                                                               |
| Synagogue | 5 rue de la Synagogue                                                     | 47° 19′ 03″ nord, 5° 02′ 41″ est | « PA00112747 » | Inscrit               | 1989                | Synagogue                                                                               |
| Temple protestant de Dijon                                                                                        | 14 boulevard De Brosses                                                   | 47° 19′ 30″ nord, 5° 02′ 12″ est | « PA21000101 » | Inscrit               | 2020                | Temple protestant de Dijon                                                              |
| Tour du Petit Saint-Bénigne                                                                                       | Rue Amiral-Roussin                                                        | 47° 19′ 10″ nord, 5° 02′ 24″ est | « PA00112436 » | Classé                | 1922                | Tour du Petit Saint-Bénigne                                                             |
| Usine des biscuits Pernot                                                                                         | 10 à 18 rue Courtépée                                                     | 47° 19′ 39″ nord, 5° 02′ 22″ est | « PA00112437 » | Inscrit               | 1983                | Usine des biscuits Pernot                                                               |
| Villa Messner | 3, 5 rue Parmentier                                                       | 47° 19′ 39″ nord, 5° 02′ 47″ est | « PA00112438 » | Inscrit               | 1983                | Villa Messner                                                                           |
| Villa Vurpillot                                                                                                   | 18 rue Charles-Brifaut                                                    | 47° 19′ 32″ nord, 5° 01′ 39″ est | « PA21000049 » | Inscrit               | 2007                | Villa Vurpillot                                                                         |